# Мортон (Пенсільванія)
Мортон (англ. Morton) — місто (англ. borough) в США, в окрузі Делавер штату Пенсільванія. Населення — 2778 осіб (2020).

## Географія
Мортон розташований за координатами 39°54′42″ пн. ш. 75°19′36″ зх. д. / 39.91167° пн. ш. 75.32667° зх. д. (39.911583, -75.326754).  За даними Бюро перепису населення США в 2010 році місто мало площу 0,93 км², уся площа — суходіл.

## Демографія
Згідно з переписом 2010 року, у селищі мешкало 2669 осіб у 1130 домогосподарствах у складі 671 родини. Густота населення становила 2877 осіб/км².  Було 1215 помешкань (1310/км²).
Расовий склад населення:
| - 65,1 % — білих - 25,4 % — чорних або афроамериканців - 6,0 % — азіатів - 0,3 % — корінних американців |

До двох чи більше рас належало 2,7 %. Частка іспаномовних становила 2,2 % від усіх жителів.
За віковим діапазоном населення розподілялося таким чином: 20,0 % — особи молодші 18 років, 66,9 % — особи у віці 18—64 років, 13,1 % — особи у віці 65 років та старші. Медіана віку мешканця становила 39,5 року. На 100 осіб жіночої статі у селищі припадало 90,6 чоловіків;  на 100 жінок у віці від 18 років та старших — 89,7 чоловіків також старших 18 років.
Середній дохід на одне домашнє господарство  становив 70 775 доларів США (медіана — 51 125), а середній дохід на одну сім'ю — 90 120 доларів (медіана — 72 656). Медіана доходів становила 51 641 долар для чоловіків та 53 261 долар для жінок. За межею бідності перебувало 8,2 % осіб, у тому числі 7,1 % дітей у віці до 18 років та 8,4 % осіб у віці 65 років та старших.
Цивільне працевлаштоване населення становило 1401 особа. Основні галузі зайнятості: освіта, охорона здоров'я та соціальна допомога — 26,6 %, мистецтво, розваги та відпочинок — 10,9 %, фінанси, страхування та нерухомість — 10,5 %.